# 手塚仁雄
手塚 仁雄（てづか よしお、1966年9月14日 - ）は、日本の政治家。立憲民主党所属の衆議院議員（6期）。立憲民主党幹事長代行。内閣総理大臣補佐官（野田内閣・野田第1次改造内閣・野田第2次改造内閣）、東京都議会議員（1期）等を務めた。
父は音楽評論家のいソノてルヲ（本名：磯野晃雄、1930年7月28日 - 1999年4月21日）。手塚姓は、後に養子縁組を行った母方の祖父によるもの。

## 来歴

### 生い立ち
東京都目黒区出身。目黒区立宮前小学校、世田谷区立八幡中学校、早稲田大学本庄高等学院、早稲田大学第一文学部卒業。
早大では雄弁会に加わり、同会の副幹事長を務めた。早大在学中、中国の南京大学に短期留学し、帰国後は政策集団「自由社会フォーラム」で政策立案の研究に従事した。

### 政治家として

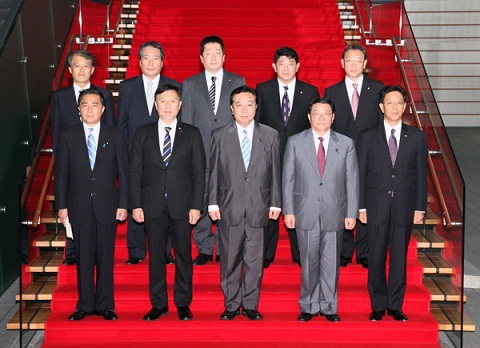
2011年9月5日、野田内閣の内閣総理大臣補佐官辞令交付後の記念撮影にて

1993年、細川護煕が結党した日本新党に入党し、党目黒支部長に就任。同年の東京都議会議員選挙に日本新党公認で目黒区選挙区から出馬し、当時最年少で初当選を果たした。日本新党は1994年に解党したが、新進党には参加せず、1996年の旧民主党の結党に参加した。
1996年、都議を1期目の任期途中で辞職。同年の第41回衆議院議員総選挙に東京5区から旧民主党公認で出馬したが、自由民主党の小杉隆に敗れ、落選。
2000年の第42回衆議院議員総選挙では、民主党公認で東京5区から出馬し、前回敗れた自民党の小杉を約4千票差で破り、東京5区で初当選を果たした。2002年の民主党代表選挙では、野田佳彦の擁立に尽力するが、野田は鳩山由紀夫に敗れる。同年12月、鳩山代表の辞任を受けて行われた代表選では岡田克也を支持したが、岡田は菅直人に敗れた。
2003年の第43回衆議院議員総選挙では東京5区で再び小杉を破り、再選（小杉も比例復活）。2004年、民主党東京都連幹事長に就任。第20回参議院議員通常選挙では東京都選挙区で後に民進党代表となる蓮舫を擁立し、当選に導いた。
2005年の第44回衆議院議員総選挙では、東京5区で自民党前職の小杉に敗れ、重複立候補していた比例東京ブロックでの復活もならず落選した。2007年の第21回参議院議員通常選挙では、落選中ながら比例区から立候補した横峯良郎の世話役を務めた。2009年の第45回衆議院議員総選挙では、引退した小杉に代わり岐阜1区から国替えしてきた自民党の佐藤ゆかりを破り、4年ぶりに国政に復帰した。
2011年の民主党代表選挙では野田佳彦を支持し、野田の推薦人にも名を連ね、野田が民主党代表に選出された。その後、9月の野田内閣の発足に伴い内閣総理大臣補佐官（政治主導による政策運営及び国会対策担当）に就任した。
2012年の第46回衆議院議員総選挙に東京5区から民主党公認で出馬。自民党元職の若宮健嗣に敗れ、重複立候補していた比例東京ブロックでの復活もならず落選した。
2014年の第47回衆議院議員総選挙にも民主党公認で東京5区から出馬したが、再び自民党前職の若宮に敗れ落選。
2016年3月27日、民進党が結党される。同党に参加。
2017年9月28日、民進党は希望の党への合流を決定。9月29日、希望の党の小池百合子代表は定例記者会見で、憲法改正や安保法制などで政策が一致しない公認希望者について「排除いたします」と明言した。
同年9月30日未明、共同通信が「枝野幸男が無所属で出馬する方向で検討に入った。考え方の近い前議員らとの新党結成も視野に入れている」と報道。同日中に民進党の前職、元職計15人の「排除リスト」が出回る。手塚の名もその中に挙がった。10月1日、世田谷区内で街頭に立ち、無所属での立候補を表明。10月2日夕方、枝野は一人で会見を開き、新党「立憲民主党」の立ち上げを宣言。手塚は安保法制への反対を貫き、同日、新党へ参加する意思を表明した。10月3日午後、希望の党は衆院選の第1次公認192人を発表。同党が東京5区に、自民党を離党した神奈川8区の福田峰之を擁立したことが明らかとなった。10月4日、日本共産党東京都委員会は立憲民主党や社民党と共闘するため、東京1、5、6、7、18、21区について新人候補の擁立を取りやめると発表した。10月6日、立憲民主党の東京5区候補の公認を受けた。
同年10月22日の第48回衆議院議員総選挙では、自民党前職で現職の防衛副大臣であった若宮に敗れたが、重複立候補していた比例東京ブロックで復活し、5年ぶりに国政に復帰した。
2020年9月、（新）立憲民主党結成に参加。
2021年10月の第49回衆議院議員総選挙では東京5区で、直近に発足した岸田内閣で万博担当大臣などとして初入閣した若宮を破り再選（若宮は比例復活）。枝野幸男代表の辞任に伴う代表選挙（11月30日実施）では小川淳也の推薦人に名を連ねた。
2024年10月2日、立憲民主党の新代表に就任した野田佳彦の下で党幹事長代行に就任。同月の第50回衆議院議員総選挙では若宮らに比例復活も許さず6選。

## 政策・主張

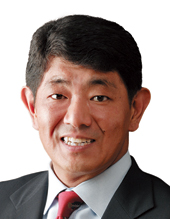
内閣総理大臣補佐官時の公式写真

### 憲法改正
- 第9条の改正に反対[27]。
- 2012年には憲法改正に反対[28]。2014年には憲法改正に「どちらかといえば反対」としており[29]、2017年には、日本国憲法全体の改正への賛否を「無回答」とした[27]。
- 憲法への緊急事態条項の創設に反対[27]。
- 日本の核武装について「将来にわたって検討すべきでない」としており、非核三原則の「持ち込ませず」の部分の見直しについても「議論する必要はない」としている[27]。

### 経済問題
- アベノミクスを評価しない[27]。
- カジノの解禁に反対[27]。

### 受動喫煙問題
- 2003年には、健康増進法を努力規定ではなく義務規定として受動喫煙防止を徹底することに反対している。その理由として「たばこという嗜好を一律に規制するのは問題である」と回答している[30]。
- 2017年には、受動喫煙防止を目的に飲食店等の建物内を原則禁煙とする健康増進法改正に賛成している[31]。

### その他
- 参議院議員通常選挙で隣接する県を一つの選挙区にする「合区」をなくすための憲法改正に反対[27]。
- 高収入の一部専門職を労働時間規制から外す「高度プロフェッショナル制度」の導入に反対[27]。
- 日本の原子力発電について「当面は必要だが、将来的には廃止すべきだ」としている[27]。
- 女性宮家の創設に賛成[27]。

## 人物
- 2006年、堀江メール問題を追及する永田寿康を陰で支え、永田が精神的に不安定な状態にあった際は手塚の親族が経営する病院に入院させた[32][33]。永田の議員辞職後も、手塚は折に触れて永田を気遣っていた[34]。
- 競馬好き[35]。
- 阪神タイガースの大ファンである。
- 喫煙者である[30]。
- 早大在学中の1987年、神奈川県議会議員選挙で松沢成文をボランティア支援し、これが縁で後に松沢は手塚の結婚式で媒酌人を務めている[36]。
- 2009年11月26日、永田町の衆議院第1議員会館で開催された、在日本大韓民国青年会や在日本大韓民国民団が主催する「永住外国人の地方参政権法案の早期立法化を求める11・26緊急院内集会」に末松義規、小川敏夫、渡辺浩一郎、初鹿明博、白眞勲（民主党）、近藤正道（社会民主党）、鰐淵洋子、魚住裕一郎（公明党）、笠井亮（日本共産党）と共に参加し、在日外国人の地方参政権法案を早期に成立させる決意表明をした[37]。
- 2007年から2010年にかけて、手塚が代表を務める民主党東京都第5区総支部が、覚醒剤取締法違反により2005年に東京地裁で懲役3年、執行猶予5年の有罪判決を受けた人物から、計750万円の政治献金を受けていた。手塚事務所は報道に対し、「以前、本人が事務所に来て縁ができた。道義的観点から返金を検討中」と説明した[38]。
- 手塚は蓮舫が参院選に初出馬した時に選挙対策を仕切り件の不動産会社社長を紹介し、蓮舫は後に国会で追及されたが首相に就任していた同じく献金を貰っていた野田が弁護した。
- 週刊新潮の報道によれば、野田内閣で首相補佐官を務めていた期間を含む、2011年6月から約240日間にわたり、インターネットオークションのYahoo!オークションに数多くの商品を出品していた。その出品に用いる写真を議員会館内の自室で撮影していたほか、自身の政策担当秘書に発送作業をさせ、国会内の郵便局から発送する等、公私混同ぶりが指摘されたが、手塚は「国会の郵便局から出して何が悪いんですか」「国会議員の特権を使っているわけでもないし、趣味の延長だし、こんなことでの取材自体、ちょっと度を越していると思います」と反論した[39]。
- 平成30年7月の西日本豪雨による災害発生中の7月5日、東京・赤坂の議員宿舎で安倍晋三総理大臣、上川陽子法務大臣、小野寺五典防衛大臣、西村康稔官房副長官、岸田文雄政調会長ら自民党議員約50名が集まり、「議員（特に新人議員）に党幹部や大臣との懇談の機会」[40]として「赤坂自民亭」と銘打った会合を参加者が報告したことで批判を受けたが[41]、同日夜の憲政記念館でも立憲民主党の枝野幸男代表や蓮舫副代表、長妻昭代表代行、辻元清美国会対策委員長、菅直人元首相、無所属の野田佳彦元首相ら列席による「手塚よしお政治活動25周年感謝の集い」と称するパーティーが開催されていた[42]。
- 2022年2月5日、新型コロナウイルス陽性が判明。2月7日、衆議院は手塚が感染したことを発表した[43]。

## 選挙歴
| 当落 | 選挙                     | 執行日         | 年齢 | 選挙区       | 政党       | 得票数     | 得票率 | 定数 | 得票順位 /候補者数 | 政党内比例順位 /政党当選者数 |
| ---- | ------------------------ | -------------- | ---- | ------------ | ---------- | ---------- | ------ | ---- | ------------------ | ---------------------------- |
| 当   | 1993年東京都議会議員選挙 | 1993年6月27日  | 27   | 目黒区選挙区 | 日本新党   | 23.02%票   | ーー   | 3    | 1/                 | /                            |
| 落   | 第41回衆議院議員総選挙   | 1996年10月20日 | 30   | 東京都第5区  | 旧民主党   | 5万1418票  | 23.02% | 1    | 2/6                | /                            |
| 当   | 第42回衆議院議員総選挙   | 2000年06月25日 | 33   | 東京都第5区  | 民主党     | 8万3619票  | 34.87% | 1    | 1/6                | /                            |
| 当   | 第43回衆議院議員総選挙   | 2003年11月09日 | 37   | 東京都第区   | 民主党     | 10万7110票 | 44.10% | 1    | 1/4                | /                            |
| 落   | 第44回衆議院議員総選挙   | 2005年09月11日 | 38   | 東京都第5区  | 民主党     | 10万9618票 | 38.82% | 1    | 2/3                | 23/6                         |
| 当   | 第45回衆議院議員総選挙   | 2009年08月30日 | 42   | 東京都第5区  | 民主党     | 14万9623票 | 50.32% | 1    | 1/4                | /                            |
| 落   | 第46回衆議院議員総選挙   | 2012年12月16日 | 46   | 東京都第5区  | 民主党     | 6万5778票  | 23.52% | 1    | 2/7                | 5/3                          |
| 落   | 第47回衆議院議員総選挙   | 2014年12月14日 | 48   | 東京都第5区  | 民主党     | 6万6255票  | 25.71% | 1    | 2/5                | 8/3                          |
| 比当 | 第48回衆議院議員総選挙   | 2017年10月22日 | 51   | 東京都第5区  | 立憲民主党 | 9万9182票  | 40.28% | 1    | 2/3                | 1/4                          |
| 当   | 第49回衆議院議員総選挙   | 2021年10月31日 | 55   | 東京都第5区  | 立憲民主党 | 11万1246票 | 40.98% | 1    | 1/3                | /                            |
| 当   | 第50回衆議院議員総選挙   | 2024年10月27日 | 58   | 東京都第5区  | 立憲民主党 | 8万3016票  | 39.38% | 1    | 1/7                | /                            |